# NGC 2326
NGC 2326 est une vaste galaxie spirale barrée située dans la constellation du Lynx. NGC 2326 été découverte par l'astronome William Herschel en 1788.

## Caractéristiques
Sa vitesse par rapport au fond diffus cosmologique est de 6 062 ± 11 km/s, ce qui correspond à une distance de Hubble de 89,4 ± 6,3 Mpc (∼292 millions d'al).
La classe de luminosité de NGC 2326 est II. Selon la base de données Simbad, NGC 2326 est une radiogalaxie.
En raison d'une brillance de surface égale à 14,44 mag/am2, on peut qualifier NGC 2326 de galaxie à faible brillance de surface (LSB en anglais pour low surface brightness). Les galaxies LSB sont des galaxies diffuses (D) avec une brillance de surface inférieure de moins d'une magnitude à celle du ciel nocturne ambiant.

## Paire de galaxies
La galaxie voisine PGC 20237 est qualifiée de galaxie compagne de NGC 2326 et, même si elle ne fait pas partie du catalogue NGC, elle est parfois nommée NGC 2326A,.